# Battaglia di Manzicerta (1915)
La battaglia di Manzicerta fu una battaglia della campagna del Caucaso della prima guerra mondiale, combattuta nel luglio del 1915. Anche se le perdite furono pesanti su entrambi i fronti, la situazione sul terreno cambiò poco alla fine dello scontro.

## Premesse della battaglia
All'inizio di novembre del 1914 con l'offensiva Bergmann i russi attraversarono per primi la frontiera. Il 15 dicembre 1914 la località di Ardanuch fu conquistata durante la battaglia di Ardahan. Il 22 dicembre ebbe inizio la battaglia di Sarıkamış nel momento in cui la Terza armata ottomana ricevette l'ordine di avanzare verso Kars.

## Operazioni
Il 10 luglio 1915 il generale russo Oganovski lanciò un'offensiva per conquistare le alture ad ovest di Manzicerta. Egli riteneva che le forze ottomane nell'area fossero di scarsa entità. In realtà le forze turche comprendevano più di una divisione per un totale di circa 40 000 uomini. Il 16 luglio gli ottomani, guidati da Abdul Kerim Pasha contrattaccarono, favoriti da un rapporto di forze pari a 3:1. Oganovski fu costretto a ripiegare verso Manzicerta, abbandonando anche la colonna di rifornimenti che fu catturata dai turchi.
Il 20 luglio i russi abbandonarono. Il comandante in capo del fronte del Caucaso, il generale Judenic, a causa delle difficoltà di comunicazione fu informato della ritirata delle forze russe solo il 22 luglio. Judenic estromise Oganovski, riorganizzò rapidamente le forze russe e lanciò una controffensiva. Le perdite russe ammontarono a circa 10 000 uomini. Manzicerta fu riconquistata, ma Judenic non aveva forze sufficienti per sfruttare a proprio vantaggio la nuova situazione sul terreno.